# 普朗克常数

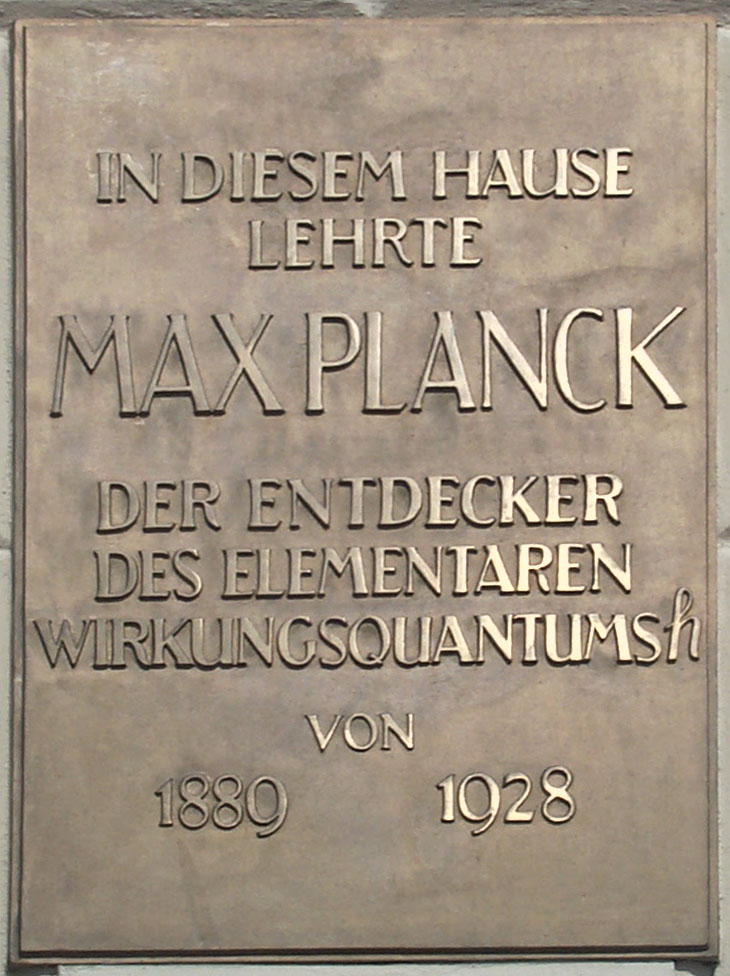
為馬克斯·普朗克對普朗克常數的发现设立于柏林洪堡大學的紀念牌匾。德語翻譯：“馬克斯·普朗克，基本常数的发现者，從1889年至1928年在這個大樓教过书。”

普朗克常數記為{\displaystyle h}，是一個物理常數，用以描述量子大小。在量子力學中佔有重要的角色，馬克斯·普朗克在1900年研究物体热辐射的规律时发现，只有假定电磁波的发射和吸收不是连续的，而是一份一份地进行的，计算的结果才能和实验结果是相符。这样的一份能量叫做能量子，每一份能量子等于普朗克常數乘以電磁輻射的频率。这关系称为普朗克关系，用方程式表示普朗克关系式：
{\displaystyle E=h\nu } ；
其中，{\displaystyle E} 是能量，{\displaystyle h} 是普朗克常數，{\displaystyle \nu } 是频率。
普朗克常數的值約為：其中電子伏特（eV）為能量單位。
| {\displaystyle h} | {\displaystyle =6.626069934(89)\times 10^{-34}}J⋅s. |
|                   | {\displaystyle =4.135667662(25)\times 10^{-15}}eV⋅s |

普朗克常數的量綱為能量乘上時間，也可視為動量乘上位移量：
（牛頓（N）·公尺（m）·秒（s））
普朗克常數的量綱跟角動量相同。
新的普朗克常数已被ISO设定为h = 6.62607015×10−34 (J·s)。

## 約化普朗克常數
另一個常用的量為約化普朗克常數（英語：reduced Planck constant），有時稱為狄拉克常數（英語：Dirac constant），紀念保羅·狄拉克：
{\displaystyle \hbar \equiv {\frac {h}{2\pi }}=1.054\ 571\ 800(13)\times 10^{-34}\ {\mbox{J}}\cdot {\mbox{s}},}
其中{\displaystyle \pi }為圓周率常數pi。{\displaystyle \hbar }唸為“h-bar”。
普朗克常數用以描述量子化，微觀下的粒子，例如電子及光子，在一確定的物理性質下具有一連續範圍內的可能數值。例如，一束具有固定頻率{\displaystyle \nu }的光，其能量{\displaystyle E}可為：
{\displaystyle E=nh\nu \,,\quad n\in \mathbb {N} }
有時使用角頻率 {\displaystyle \omega =2\pi \nu } ：
{\displaystyle E=n\hbar \omega \,,\quad n\in \mathbb {N} }
許多物理量可以量子化。例如角動量量子化。{\displaystyle J}為一個具有旋轉不變量的系統全部的角動量，{\displaystyle J_{Z}}為沿某特定方向上所測得的角動量。其值：
{\displaystyle {\begin{matrix}J^{2}=j(j+1)\hbar ^{2},&j=0,1/2,1,3/2,\ldots \\J_{z}=m\hbar ,\qquad \quad &m=-j,-j+1,\ldots ,j\end{matrix}}}
因此， {\displaystyle \hbar } 可稱為“角動量量子”。
普朗克常數也适用於海森堡不确定原理。在位移測量上的不確定量（標準差）{\displaystyle \Delta x}，和同方向在動量測量上的不確定量{\displaystyle \Delta p}，有如下關係：
{\displaystyle \Delta x\Delta p\geq {\begin{matrix}{\frac {1}{2}}\end{matrix}}\hbar }
還有其他組物理測量量依循這樣的關係，例如能量和時間。
1919年，阿諾·索末菲在他的《原子构造和光谱线》一书中最早将1900年12月14日称为“量子理论的诞辰”，后来的科学史家们将这一天定为了量子的诞生日。

## 外部連結
- 普朗克黑體輻射的公式 （页面存档备份，存于）
- The kg is dead, long live the kg （页面存档备份，存于）